# 팔도 며느리
"팔도 며느리"는 1970년 공개된 대한민국의 영화이다.

## 배역
- 김지미
- 김희갑
- 황정순
- 주선태
- 어윤길
- 여운계
- 이순재
- 사미자
- 이강조
- 최용순
- 장정국
- 유하나
- 송상균
- 문주
- 김대하
- 성진아
- 이예성